# Muhammed Suiçmez
Muhammed Suiçmez es un guitarrista alemán de origen turco y ex-frontman de la banda de death metal técnico, Necrophagist.

## Historia
Muhammed Suicmez nació en Karlsruhe, hijo de inmigrantes musulmanes. Alrededor de la edad de 10 comenzó a escuchar death metal, y tomó un interés por este estilo musical.
A la edad de 14 años, en 1989, Suicmez escribió la letra de Onset of Putrefaction. Inspirado por Carcass a la vez, las letras eran sangrientas, brutales y oscuras. Su estilo está influenciado por solos en gran parte por Yngwie Malmsteen y su estilo neoclásico, como se puede ver con su amplio uso de la escala menor armónica, y el uso de técnicas como legato y sweep picking.
En 1992 formó Necrophagist, que lanzó su primer demo (Réquiems of festered Gore), que consta de cinco pistas de ese mismo año. Toda la música y las letras fueron escritas por Suicmez, excepto una canción, que el bajista en ese momento escribió canciones para la banda, pero luego Suicmez continuó escribiendo sus letras sangrientas e inspiradoras, de hecho, en 1993 (cuando tenía 18 años) todas las canciones de Onset of Putrefaction ya se habían escrito (pero nunca se registraron).
Cuando tenía 20 años, un segundo auto-titulado demo fue lanzado (1995). Este tenía cuatro pistas, y toda la música y las letras fueron escritas por Suicmez. Hubo muchos cambios de formación a los miembros de la banda que impedía el progreso Suicmez buscado por Necrophagist y, finalmente, en 1998, se encargó de comenzar a grabar un álbum de larga duración donde se encargaría de grabar todos los instrumentos (a excepción de la batería, que fue programada), así como de producir todo él mismo. Suicmez lanzó el disco y lo distribuyó por sí mismo y sin discográfica, pero un año más tarde, Onset of Putrefaction fue lanzado por Noise Solution Records en 1999.

## Equipamiento
Suicmez tiene 3 guitarras Ibanez Xiphos personalizadas, una de las cuales es una de 7 cuerdas. Su primera guitarra tiene incrustaciones de dientes de tiburón inversa. Su segunda guitarra personalizada (7 cuerdas) tiene la palabra "Necrophagist" incrustada en el diapasón. Para la mayoría de las grabaciones de Necrophagist Suicmez está afinado en D estándar (ADGCFAD de siete cuerdas, DGCFAD de seis cuerdas). Suicmez también tenía una Ibanez personalizada de 7 cuerdas de 27 trastes personalizada, como se ve en las fotos en MySpace de la banda, pero se arruinó cuando alguien la manejo mal tras bambalinas después de un show. Él tiene una nueva guitarra personalizada que es similar a la otra de 7 cuerdas, excepto que no tiene un clavijero invertido ni el logotipo de Necrophagist en todo el diapasón.
A partir de 2011,Suicmez comenzó a usar guitarras Ibanez Falchion antes del lanzamiento de las nuevas X-Series Ibanez.
Antes de convertirse en endoser de Ibánez, utilizó una Marilyn Vigier, y más tarde cambió a un modelo Stealth de BC Rich, como el usado por Chuck Schuldiner de Death.
Él usa varios cabezales ENGL, principalmente el Savage 120 y el E670 SE. Él también tenía un ENGL E860 rackhead cableado para 110V, pero fue robado.